# وکیل‌آباد (ششده و قره‌بلاغ)
وکیل‌آباد ، روستایی از توابع بخش ششده و قره‌بلاغ شهرستان فسا در استان فارس ایران است.

## جمعیت
این روستا در دهستان ششده قرار دارد و براساس سرشماری مرکز آمار ایران در سال ۱۳۸۵، جمعیت آن ۸۱۴ نفر (۱۸۲خانوار) بوده‌است.